# Nina Birkner
Nina Birkner (* 24. Dezember 1976) ist eine deutsche Theaterwissenschaftlerin.

## Leben
Von 1996 bis 2002 studierte sie Schauspieldramaturgie und neuere deutsche Literaturwissenschaft an der Ludwig-Maximilians-Universität München und an der Bayerischen Theaterakademie August Everding. Nach der Promotion 2008 war sie von 2009 bis 2015 Juniorprofessorin am Forschungszentrum Laboratorium Aufklärung und am Institut für Germanistische Literaturwissenschaft. Nach der Habilitation 2015 (Venia legendi für Neuere deutsche Literatur und Vergleichende Literaturwissenschaft) ist sie seit 2015 Professorin für Drama und Theater.
Ihre Forschungsschwerpunkte sind Drama und Theater (insbesondere 18., 20. und 21. Jahrhundert), Literatursoziologie, komparatistische Fragestellungen (Stereotypenforschung, Interkulturalität), Gattungsgeschichte (Künstlerdrama, Idyllik) und Herr und Knecht in der literarischen Diskussion seit der Aufklärung.

## Schriften (Auswahl)
- Vom Genius zum Medienästheten. Modelle des Künstlerdramas im 20. Jahrhundert. Tübingen 2009, ISBN 978-3-484-18192-2.
- mit Andrea Geier und Urte Helduser (Hg.): Spielräume des Anderen. Geschlecht und Alterität im postdramatischen Theater. Bielefeld 2014, ISBN 3-8376-1839-0.
- mit York-Gothart Mix (Hrsg.): Idyllik im Kontext von Antike und Moderne. Tradition und Transformation eines europäischen Topos. Berlin 2015, ISBN 3-11-044809-2.
- Herr und Knecht in der literarischen Diskussion seit der Aufklärung. Figurationen interdependenter Herrschaft. Berlin 2016, ISBN 3-11-044146-2.